# Dewitz

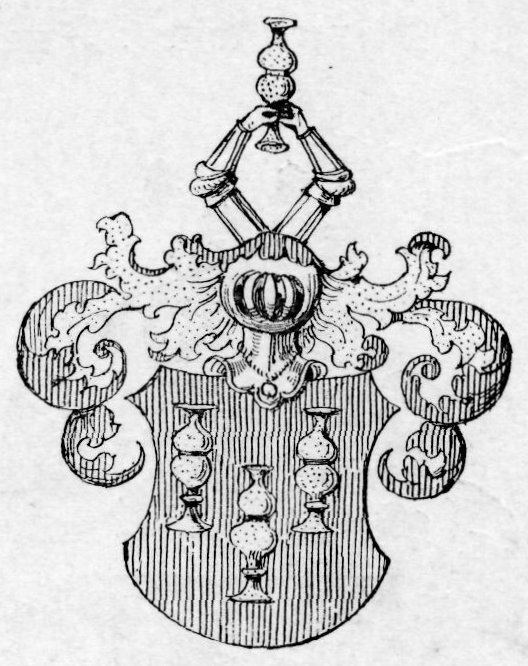
Herb rodu Dewitz

Dewitz – to nazwisko starej północnoniemieckiej rodziny szlacheckiej. Ród Dewitz należy do meklembursko-pomorskiej szlachty, a gałęzie rodu istnieją do dziś.

## Wzmianka o rodzie Dewitz
Pierwsza wzmianka o rodzie pochodzi od Güntera de Dewitz, który pojawia się w dokumencie z 20 marca 1212 roku. Linia rodowa rozpoczyna się od Ulricha von Dewitz (1323–1363), hrabiego Fürstenberg, który około 1335 roku otrzymał Daber i okolicę w lenno. Od XIV wieku członkowie rodu należeli do rodów zamkowych na Pomorzu.

## Przedstawiciele rodu Dewitz
- Jobst von Dewitz
- Stephan Berend von Dewitz
- Carl Joseph von Dewitz
- Joachim Balthasar von Dewitz
- Christian Heinrich von Dewitz

## Miejsca związane z rodem Dewitz
- Dobra (powiat łobeski)
- Dargomyśl (powiat łobeski)
- Zamek w Dobrej (powiat łobeski)
- Kościół św. Klary w Dobrej